# غوردون كوريغان
غوردون كوريغان (بالإنجليزية: Gordon Corrigan)‏ هو مؤرخ عسكري بريطاني، ولد في 1942.